# Stade Bouaké
Het Stade Bouaké is een stadion in de Ivoriaanse stad Bouaké. Het stadion kan voor verschillende doeleinden worden gebruikt, maar meestal voor voetbalwedstrijden. 

## Historie
Het stadion werd geopend in 1984.
Tussen 2002 en 2007 was het stadion bezet door de rebellen van de Forces nouvelles de Côte d'Ivoire. In het stadion vonden executies plaats van politieagenten en regeringsmilitairen. Na de burgeroorlog werd het stadion een aantal keer gerenoveerd.

## Afrika Cup

### 1984
In 1984 werden in dit stadion voetbalwedstrijden voor de Afrika Cup van dat jaar gespeeld. De wedstrijden in poule B vonden plaats in dit stadion.
| Datum         | Thuisteam | Uitslag | Uitteam | Competitie | Toeschouwers | Onderlingsresultaat |
| ------------- | --------- | ------- | ------- | ---------- | ------------ | ------------------- |
| 5 maart 1984  | Ghana     | 1–2     | Nigeria | Groepsfase | 10.000       | onderling resultaat |
| 5 maart 1984  | Algerije  | 3–0     | Malawi  | Groepsfase | 10.000       | onderling resultaat |
| 8 maart 1984  | Malawi    | 2–2     | Nigeria | Groepsfase | 15.000       | onderling resultaat |
| 8 maart 1984  | Algerije  | 2–0     | Ghana   | Groepsfase | 15.000       | onderling resultaat |
| 11 maart 1984 | Algerije  | 0–0     | Nigeria | Groepsfase | 3.000        | onderling resultaat |
| 11 maart 1984 | Ghana     | 1–0     | Malawi  | Groepsfase | 3.000        | onderling resultaat |

### 2023
In 2024 worden er in dit stadion wedstrijden gespeeld op het Afrikaans kampioenschap voetbal 2023. Tijdens dat toernooi worden er negen wedstrijden in dit stadion gespeeld, zes groepswedstrijden, een achtste finale, een kwartfinale en een halve finale.
| Datum           | Tijd  | Thuisteam    | Uitslag | Uitteam      | Competitie     | Toeschouwers | Onderlingsresultaat |
| --------------- | ----- | ------------ | ------- | ------------ | -------------- | ------------ | ------------------- |
| 15 januari 2024 | 20:00 | Algerije     | 1–1     | Angola       | Groepsfase     | 19.740       | onderling resultaat |
| 16 januari 2024 | 14:00 | Burkina Faso | 1–0     | Mauritanië   | Groepsfase     | 27.898       | onderling resultaat |
| 20 januari 2024 | 14:00 | Algerije     | 2–2     | Burkina Faso | Groepsfase     | 33.501       | onderling resultaat |
| 20 januari 2024 | 17:00 | Mauritanië   | 2–3     | Angola       | Groepsfase     | 36.318       | onderling resultaat |
| 23 januari 2024 | 17:00 | Gambia       | 2–3     | Kameroen     | Groepsfase     | 24.172       | onderling resultaat |
| 23 januari 2024 | 20:00 | Mauritanië   | 1–0     | Algerije     | Groepsfase     | 28.010       | onderling resultaat |
| 27 januari 2024 | 17:00 | Angola       | 3–0     | Namibië      | Achtste finale | 28.663       | onderling resultaat |
| 3 februari 2024 | 17:00 | Mali         | 1–2     | Ivoorkust    | Kwartfinale    | 39.836       | onderling resultaat |
| 7 februari 2024 | 17:00 | Nigeria      | 1–1     | Zuid-Afrika  | Halve finale   | 31.227       | onderling resultaat |